# Ferrán Terra
Ferran Terra Navarro (Mataró, 10 de marzo de 1987) es un ex esquiador español que ha participado en dos Juegos Olímpicos de Invierno.

## Biografía
En los años 2005, 2006 y 2007 participó en el campeonato del mundo júnior en las pruebas de descenso, eslalon, eslalon gigante y súper gigante, obteniendo como mejor puesto un 22.º en su último año de participación. En marzo de 2007 ganó su primer campeonato de España, en la modalidad de eslalon gigante. Su debut en la Copa Mundial de Esquí Alpino se produjo el 28 de octubre de 2007 en el eslalon gigante de Sölden, de la temporada 2007-2008. En 2009 volvió a ganar el campeonato nacional, en esta ocasión en dos especialidades, en eslalon y en eslalon gigante.
En la Copa del Mundo de Esquí Alpino de 2010/11 empezó a tener una presencia continua en la competición, pero sufrió numerosas descalificaciones, siendo su mejor puesto un 34.º en súper gigante. En 2011 ganó nuevamente dos campeonatos de España, en eslalon gigante y en súper gigante. La siguiente temporada de la Copa del Mundo, no fue mejor que la anterior, con 5 descalificaciones en 7 pruebas disputadas. En 2013 ganó el campeonato de España de súper gigante.
También ha participado en 2 Juegos Olímpicos (en Vancouver 2010 y Sochi 2014), obteniendo su mejor resultado en la supercombinada de 2014, cuando fue 25.º. Disputó también 4 Mundiales (en Are 2007, Val d´Isere 2009,y Garmisch-Partenkirchen 2011 y Schladming 2013). Su mejor posición en ellos fue un 16.º puesto en la supercombinada del año 2011.

## Resultados en los Juegos Olímpicos
| Año  | Fecha                 | Lugar             | Disciplina      | Posición      |
| ---- | --------------------- | ----------------- | --------------- | ------------- |
| 2010 | 15 de febrero de 2010 | Vancouver, Canadá | Descenso        | 44.º          |
| 2010 | 19 de febrero de 2010 | Vancouver, Canadá | Súper Gigante   | 27.º          |
| 2010 | 21 de febrero de 2010 | Vancouver, Canadá | Supercombinada  | No finalizó   |
| 2010 | 23 de febrero de 2010 | Vancouver, Canadá | Eslalon gigante | No finalizó   |
| 2014 | 9 de febrero de 2014  | Sochi, Rusia      | Descenso        | 34.º          |
| 2014 | 14 de febrero de 2014 | Sochi, Rusia      | Supercombinada  | 25.º          |
| 2014 | 16 de febrero de 2014 | Sochi, Rusia      | Súper gigante   | Descalificado |
| 2014 | 19 de febrero de 2014 | Sochi, Rusia      | Eslalon gigante | No finalizó   |

## Palmarés

### Juegos Olímpicos
- 2 Participaciones (8 pruebas)
- Mejor resultado: 25.º en Combinada en Sochi 2014

### Mundiales
- 4 Participaciones (11 pruebas)
- Mejor resultado: 16.º en Combinada en Garmisch-Partenkirchen 2011

### Copa del Mundo
- 6 Participaciones (20 pruebas)
- Mejor clasificación General: No puntuó en ninguna
- Mejor clasificación General Especialidad: No puntuó en ninguna